# Isla de Simeulue
La isla de Simeulue (en indonesio: Pulau Simeulue) es una isla de Indonesia, a 150 kilómetros de la costa oeste de Sumatra.
Simeulue fue una vez parte del oeste de la regencia de Aceh pero se separó en 1999 y se convirtió en una organización autónoma llamada Regencia de Simeulue.
Simeulue estuvo cerca del epicentro del terremoto del 26 de diciembre de 2004 con magnitud 9.3.
. El 28 de marzo de 2005, se produjo un temblor de magnitud 8,7 con epicentro atascado cerca de la punta sur de la isla de Simeulue Durante el terremoto, Simeulue aumentó por lo menos dos metros en su costa occidental, lo que dejó la parte superior plana de sus arrecifes de coral por encima de la marea alta dejándola seca y muerta. En la costa este, la tierra fue sumergida, el agua de mar inundó campos y asentamientos.